# Gisuru
Gisuru est une commune de la province de Ruyigi, sutuée à l'Est de cette province au Burundi.Elle est à la frontière du pays de Tanzanie.Elle est parmi les septs communes de la province de Ruyigi. Dans Gisuru il y a des collines comme Kabuyenge et Munyinya.Elle couvre 2% du pays car elle occupe la deuxième place des communes les plus vastes au Burundi,elle vient après la commune Giharo de la province RUTANA sur cette étendue vivent environ 150.000 habitants.